# 二重橋爆弾事件 (1924年)
二重橋爆弾事件（にじゅうばしばくだんじけん）とは、大正13年（1924年）1月5日に日本東京府東京市麹町区（現・東京都千代田区）で発生した爆弾テロ事件。義烈団による犯行で、不敬事件の1つ。

## 概要
大正13年（1924年）1月5日午後7時15分、宮城外苑（現・皇居前広場）を警邏中の警視庁日比谷警察署の岡本緊英巡査が、二重橋付近で小雨の降る闇の中で佇む男を発見した。「何者か！」と不審尋問 をしたところ、男は無言でいきなり手榴弾を投げて逃走した。手榴弾は巡査に当たったものの小さな破裂音がしただけで不発であったため怪我は無かった。男はそのまま二重橋を目指して突進していった。
物音に気付いた皇居正門前の歩哨に立つ近衛兵2名、福井清と河原長次郎一等兵は、即座に銃剣を構えて立ちふさがり、男の侵入を阻止した。行く手を阻まれた男は、歩哨にも爆弾を2つ続けざまに投げつけたが、また2つとも起爆しなかった。このとき追いすがった岡本巡査が後ろから男に飛びつき、歩哨が前から組み付いて、4名の格闘の末に、力尽きた男は逮捕された。男はすぐに日比谷警察署に連行された。
手榴弾は精巧な作りであったが、一投目の不発の原因は点火栓が折れていたため、発火が装薬に達せずに爆発しなかったものであった。二投目と三投目の不発の原因は、焦った男が安全弁を外さずにそのまま投げたため、発火装置が作動していなかったからで、手榴弾そのものに異常はなかった。男は拳銃も所持していたが、これは用いられなかった。
男は初めは「どうせ俺は死刑だから、名前などは絶対に自白しない」と抵抗を続けていたが、特別高等警察の厳しい訊問（拷問）を受ける。その結果、朝鮮独立運動のテロ組織・上海義烈団のメンバーで、金祉燮 であることが判明した。金祉燮は慶尚北道の出身であったが、裁判所書記官の前歴があって日本語が堪能であったことから、実行者に選ばれ、皇居前に侵入して門を爆破する計画を命じられていた。もしそれが不可能な場合には、帝国議会に侵入して傍聴席から爆弾を投擲して議員を殺傷するという第二の計画もあった。

## 犯人と裁判

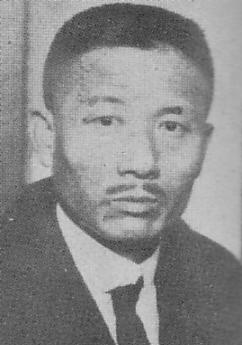
金祉燮

金祉燮が重大特命をおびて内地に潜入するという情報を、日本の特高は事前に嗅ぎつけていたが、金は客船ではなく石炭船天城丸に密航して渡日したために、警戒網をすり抜けていた。
金は風呂敷に手榴弾3つと拳銃、船内で喰うための食パンを大量に包んで、天城丸の下級船員黒島星径、小林貫一、小林開の3名にこの風呂敷包みに阿片が入っていると嘘を言い、内地に連れて行ってくれれば多額の謝礼金を払うと言い含めて、船底に潜んで前年12月22日に乗船。ところがこの船が各地に寄港している間に、食パンを食い尽くしてしまい、1月3日に門司港に着いて密かに上陸し、宿屋に入ったときには阿片だという風呂敷包みを持っていなかった。3名は不審に思い、金が入浴時に衣服を探ると、ポケットから手榴弾と拳銃が見つかった。入浴から戻った金は3名の様子がおかしいのをみて、見られたと思い激怒。物凄い剣幕であったので、3名は恐れて逃げ出した。金はすぐに通報されると思い、急ぎ夜行列車に乗って東京に行き、到着した5日の日暮れをまって決行するつもりであったが、このときに警邏に発見されて露見した。
金は裁判において「（朝鮮独立運動の殉国者となれるからと）死刑か無罪」を主張し、上告も拒否したが、山崎今朝弥弁護士が独自に行い、検察も死刑を求刑したが、この罪状で死刑判決は明らかに過剰であり、裁判所は一・二審とも無期懲役を言い渡し、刑が確定した。金祉燮は「収監するなら朝鮮の刑務所に送ってくれ」と請願したが却下され、最初千葉刑務所に服役した。また密航を手助けした3名も船舶侵入幇助罪で有罪となった。
その後、昭和天皇の即位記念による恩赦で懲役20年に減刑されたが、1928年（昭和3年）2月20日に市ヶ谷刑務所で獄死した。

## 関連図書
- 市瀬五郎『国立国会図書館デジタルコレクション 朝鮮の思想運動を回顧する』大東亜文化聯盟、1942年。